# SQL Slammer
SQL Slammer (conosciuto anche come W32.SQLExp.Worm) è stato un worm altamente dannoso che si diffuse su Internet all'inizio del 2003.
Il worm SQL attaccò soprattutto i computer che eseguivano i motore di database Microsoft SQL Server 2000 o Microsoft Desktop Engine 2000. Il worm produceva anche un attacco denial of service su alcuni siti e computer perché inviava anche svariate quantità di dati in rete.              

## Storia
Nel giugno 2002, Microsoft rilasciò una patch che risolveva il bug che il worm avrebbe sfruttato sei mesi dopo: un bug di buffer overflow che riguardava i prodotti Microsoft basati su database Desktop Engine e SQL Server. Tuttavia, molte persone non ritennero necessaria la patch, lasciando i propri sistemi vulnerabili. Nel gennaio 2003, il worm è stato rilasciato. Entro dieci minuti della sua uscita, aveva già attaccato e infettato 75 000 server internet. Bank of America è stata una delle più grandi società colpite dal worm, molti dei suoi bancomat non funzionarono più per i consumatori. Il danno peggiorò quando il 25 gennaio 2003 il worm provocò un rallentamento mondiale di Internet. È stato segnalato che il worm ha interferito con chiamate al numero unico di emergenza 911 e fu responsabile di molti voli cancellati. Nel corso della sua vita nel 2003, il worm SQL causò circa 1 miliardo di dollari di danni nei soli Stati Uniti d'America.